# Shaddadidi

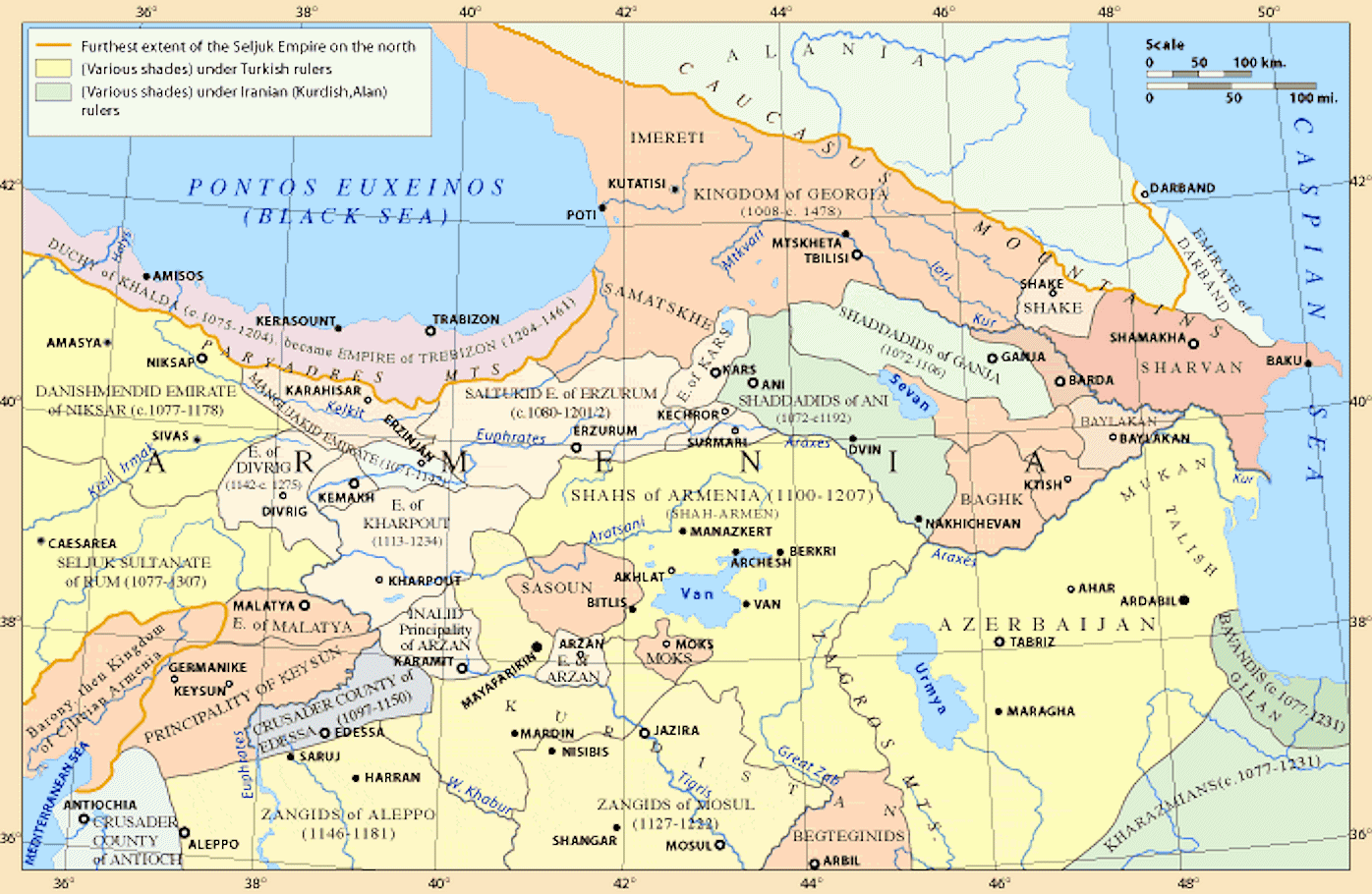
I possedimenti degli Shaddadid nell'XI e XII secolo

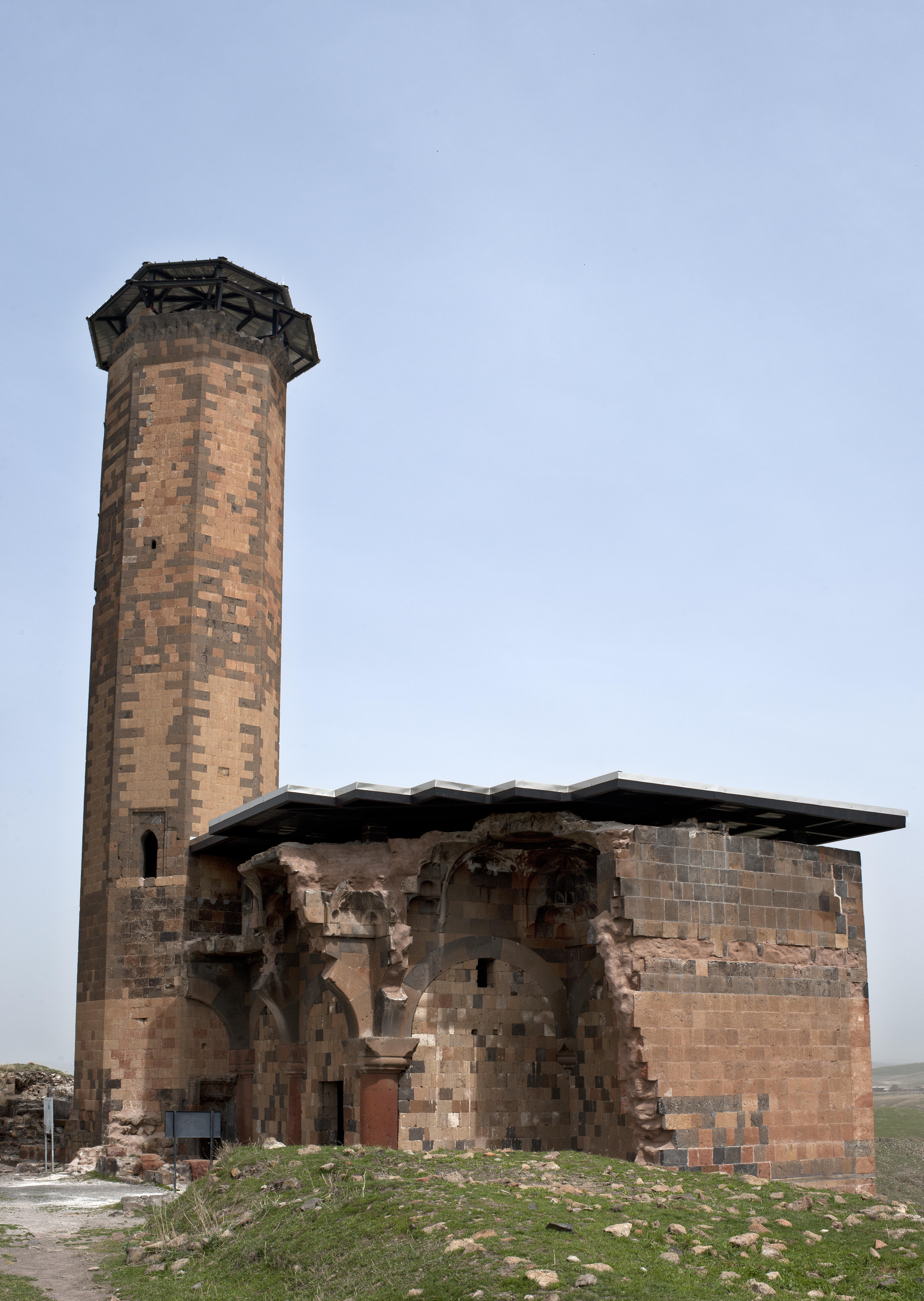
La moschea Manuchehr ad Ani intorno al 1072 testimonia il vasto programma di costruzione del primo emiro Shaddadide della città.

Gli Shaddadidi (in armeno շեդդադյանները? in arabo شداديون‎?, Šaddādiyyūn) erano una dinastia islamica di origine curda che regnò su parti dell'Armenia e dell'Azerbaigian dal 951 al 1174 circa. Nel suo periodo di massimo splendore controllava l'intera area tra i fiumi Kura e Aras; le sue capitali erano Dvin, Ganja (Gəncə) e Ani.

## Storia
Nel 951 Muḥammad ibn Shaddād conquistò la città di Dvin, ma in seguito fu nuovamente espulso. Fuggì nel Vaspurakan in Armenia. Suo figlio maggiore ʿAlī Lashkarī conquistò l'importante città di Ganja nel 971 e pose fine all'influenza dei Musafiridi ad Arrān. Estese il suo territorio a nord fino a Şəmkir e ad est fino a Barda (Bərdə). Dopo un breve regno di Marzubān ibn Muḥammad, fratello di Lashkarī, Faḍl I ibn Muḥammad divenne il nuovo emiro. Faḍl ebbe diversi conflitti con i vicini domini armeni. Riprese Dvin nel 1022 e occupò l'area a ovest di Şəmkir. La sua guerra contro i Bagratidi armeni e i Georgiani durò diversi anni, ma Faḍl fu infine sconfitto nel 1030. Nel 1027 fece costruire un ponte sull'Ara per conquistare le terre dei Rawadidi dall'altra parte del fiume. Faḍl fu l'unico shaddadide a coniare proprie monete, la zecca fu prima a Barda e successivamente venne trasferita a Ganja. Gli Shaddadidi fiorirono sotto il suo regno di lunga durata.
La struttura politica della regione divenne in quel momento instabile e caotica a causa della pressione dei Bizantini e delle incursioni dei Turchi Selgiuchidi. Questi attaccarono Gandja intorno al 1046 e la città poteva essere salvata solo con l'aiuto di Bizantini e Georgiani. Lo Shaddadide Abu l-Asvar Shavur, che aveva guidato il ramo della dinastia a Dvin dal 1022, assunse il governo di Ganja nel 1050 e regnò fino al 1067. Fu l'ultimo grande emiro indipendente degli Shaddadidi. Sebbene fosse sposato con la sorella del re armeno, ottenne una grande reputazione come combattente religioso contro i miscredenti non musulmana. Tuttavia, Abu l-Asvar dovette inchinarsi al sultano selgiuchide Toghril Beg nel 1054 e divenne suo vassallo. Partecipò alle incursioni selgiuchidi in Anatolia e Armenia e combatté contro gli Shirvānshāh nel nord del suo impero e contro gli Alani. Alla fine dell'XI secolo cedette il suo impero ai Selgiuchidi e nel 1072 ricevette l'antica capitale bagratide di Ani come nuovo dominio. La storia delle attività collaterali di Ani è nota solo in parte. Il re georgiano Dawit IV il costruttore conquistò Ani nel 1124, ma Faḍl IV riconquistò la città nel 1125. Inoltre, conquistò Dvin e Ganja. Tuttavia, gli Shaddadidi ad Ani rimasero sotto il dominio georgiano. Dopo che i Georgiani cacciarono Faḍl V da Ani, nel 1161, e strapparono la città agli Shahanshah nel 1174, gli Shaddadidi scomparvero verso la fine del XII secolo. Un ultimo membro della dinastia è documentato in un'iscrizione persiana ad Ani nel 1199, anno in cui la città cadde nelle mani della Georgia.

## Elenco dei governanti
A Dvin e Ganja:
- Muhammad ibn Shaddad (951-971)
- ʿAli I ibn Muhammad Lashkari (971-978)
- Marzuban ibn Muhammad (978-986)
- Fadl I ibn Muhammad (986-1031)
- Abu l-Fath Musa ibn Fadl I (1031-1034)
- ʿAli II Lashkari ibn Musa (1034-1049)
- Anuzhirvan ibn ʿAli II. Laschkari (1049)
- Abu'l-Aswar Shavur ibn Fadl (1049-1067)
- Fadl II Ibn Shavur I (1067-1073)
- Ashot ibn Shavur I (1067)
- Fadl III ibn Fadl II (1073-1075)

Ad Ani:
- Manutchihr (1072-1118)
- Abu l-Asvar Shavur II (1118-1124)
- Fadl IV Ibn Shavur II (1125-? )
- Kushchihr (1131–?)
- Mahmud (? )
- Shaddad (circa 1154)
- Fadl V. (1155–1161)
- Shahanshah ibn Mahmud (1164-1174)